# АСК ТП збагачення вугілля відсадкою
АСК ТП збагачення вугілля відсадкою — автоматична система керування, яка забезпечує комплексну автоматизацію технологічного процесу відсадки вугілля.

## Склад АСК ТП відсадкою
- пульт керування з елементами й обладнаннями для відображення поточної інформації про хід технологічного процесу й завдання параметрів процесу;
- шафа приладова (із установленими в ньому перетворювачами частоти для керування приводами змінного струму роторних розвантажників);
- датчики висоти постелі,
- датчик навантаження на відсадочну машину,
- обладнання регулювання витрати повітря, що подавати в камери машини.

Система може мати у своєму складі центральний системний сервер на базі персонального комп'ютера.

## Функції АСК ТП відсадкою
- Автоматичне регулювання розвантаження важких фракцій з відсаджувальної машини залежно від заданої висоти шару постелі важких фракцій. Автоматичний безперервний контроль і підтримка заданої висоти ущільненого шару постелі (шару важких фракцій) у відділеннях відсаджувальної машини.
  - Можливість вибору автоматичного або дистанційного режиму керування регулятором розвантаження.
- Автоматичне регулювання розпушеності постелі в кожному відділенні шляхом впливу на витрату повітря (відсаджувальний цикл). Керування параметрами, що визначають водоуповітряний режим роботи відсаджувальної машини (кількістю коливань у хвилину, співвідношенням фаз циклу: «Впуск», «Випуск», «Пауза»).

Контроль, індикація, збереження інформації:
- Автоматичний безперервний контроль наявності навантаження на відсаджувальну машину.
- Цифрова індикація значень контрольованих параметрів процесу відсадження (поточна й задана висота постелі, задані тимчасові параметри водоповітряного режиму, швидкість електропривода розвантажника й ін.).
- Передача на центральний системний блокесервер інформації про контрольовані параметри процесу.
- Збереження значень контрольованих параметрів процесу відсадження (поточна й задана висота постелі, задані тимчасові параметри водошповітряного режиму, швидкість електропривода розвантажника, навантаження на ОМ і ін.) у центральному системному блоці-сервері за останні 45 днів і висновок їх на екран у вигляді графіків і відображення в реальному режимі часу на мнемосхемі монітора центрального системного блокуесервера поточних значень контрольованих технологічних параметрів процесу відсадження.